# Wellsville (Misuri)
Wellsville es una ciudad ubicada en el condado de Montgomery en el estado estadounidense de Misuri. En el Censo de 2010 tenía una población de 1217 habitantes y una densidad poblacional de 305,32 personas por km².

## Geografía
Wellsville se encuentra ubicada en las coordenadas 39°4′24″N 91°34′8″O / 39.07333, -91.56889. Según la Oficina del Censo de los Estados Unidos, Wellsville tiene una superficie total de 3.99 km², de la cual 3.98 km² corresponden a tierra firme y (0.13%) 0.01 km² es agua.

## Demografía
Según el censo de 2010, había 1217 personas residiendo en Wellsville. La densidad de población era de 305,32 hab./km². De los 1217 habitantes, Wellsville estaba compuesto por el 95.56% blancos, el 2.79% eran afroamericanos, el 0.49% eran amerindios, el 0% eran asiáticos, el 0.08% eran isleños del Pacífico, el 0.25% eran de otras razas y el 0.82% pertenecían a dos o más razas. Del total de la población el 0.74% eran hispanos o latinos de cualquier raza.